# 秋 (プロコフィエフ)
交響的スケッチ『秋』（あき、英語:Autumnal）作品8は、セルゲイ・プロコフィエフが作曲した管弦楽曲。

## 概要
プロコフィエフが19歳の時の1910年に作曲されたもので、作曲の動機などについては不明である。初演は1911年の8月1日にモスクワで、アレクサンドル・メトネルの指揮で行われたが、成功はしなかったという。プロコフィエフは後に1915年と1934年に2回作品の改訂を行っているが、現在演奏されることはほとんどない。
プロコフィエフ自身、ラフマニノフの交響詩『死の島』や交響曲第2番と共通する雰囲気を持っていると認めている。タイトルに『秋』と付けられているが、これは秋という季節についての描写はなく、大きな意味はない。

## 録音
演奏・録音がされることが少ないが、ウラディーミル・アシュケナージとロンドン交響楽団の録音（デッカ）や、ネーメ・ヤルヴィとスコティシュ・ナショナル管弦楽団の録音（シャンドス）などが存在する。